# Nick Pope
Nick Pope, właśc. Nicholas David Pope (ur. 19 kwietnia 1992 w Soham) – angielski piłkarz występujący na pozycji bramkarza w angielskim klubie Newcastle United. Wcześniej występował m.in. w: Bury Town, oraz Charltonie Athletic, z którego był główne wypożyczany. W lipcu 2016 roku dołączył do drużyny występującej w Premier League – Burnley.

## Kariera klubowa

### Młodość
Urodzony w Soham w Cambridgeshire, Pope uczęszczał do King's School w pobliskim Ely. Karierę piłkarską rozpoczął w akademii klubowej Ipswich Town, a w wieku 16 lat został z niej zwolniony. Dołączył do Bury Town w 2008 roku. Trener Richard Wilkins określił bramkarza jako: „najbardziej utalentowanego gracza” i dodał: „Szczerze uważam, że Nick Pope będzie kiedyś na szczycie”. Pope był także członkiem drużyny West Suffolk College i reprezentował drużynę England Colleges.

### Charlton
24 maja 2011 roku, klub League One – Charlton Athletic podpisał kontrakt z zawodnikiem po tym, jak skauci zauważyli jego grę w jednym ze spotkań. Po zaimponowaniu personelowi, jak i sztabowi szkoleniowemu, podpisano z nim dwuletni kontrakt. 7 lutego 2012 roku, Pope podpisał nowy dwuletni kontrakt z Charltonem. Zadebiutował 4 maja 2013 roku, w ostatnim meczu sezonu 2012/13, w wygranym 4:1 meczu z Bristol City.
Pope podpisał nowy trzyletni kontrakt we wrześniu 2013 roku, i powiedział: „To wielki klub. Chcę mieć bezpieczną długoterminową przyszłość, dla mnie, jako gracza rozwijającego się, jest to coś, czego potrzebuję”.
5 czerwca 2014 roku, podpisał kolejną umowę obowiązującą przez cztery sezony.

### Burnley
19 lipca 2016 roku, Pope dołączył do beniaminka Premier League – Burnley. Zadebiutował 10 września 2017 roku, zastępując kontuzjowanego Toma Heatona w wygranym spotkaniu 1:0 z Crystal Palace. Swój pierwszy mecz w Premier League rozegrał w następnym tygodniu, 16 września 2017 roku, w wyjazdowym starciu z Liverpoolem. 9 października Pope podpisał nowy kontrakt, obowiązujący do 2020 roku.

## Kariera reprezentacyjna
15 marca 2018 roku, Pope został powołany do dorosłej kadry Anglii. Znalazł się w 23-osobowej kadrze na Mistrzostwa Świata 2018 w Rosji.

## Sukcesy
Z reprezentacją Anglii
- Czwarte miejsce na Mistrzostwach Świata: 2018

Indywidualne
- Gracz sezonu w Burnley: 2017/2018